# 羲和号
羲和号，全名太阳Hα光谱探测与双超平台科学技术试验卫星（英語：Chinese Hα Solar Explorer），是中国首颗太阳探测科学技术试验卫星，2021年10月14日18时51分，在太原卫星发射中心发射升空。

## 概述
羲和，是中国上古神话中的太阳女神与制定时间和历法的女神。取名“羲和”，象征着中国对太阳探索的缘起与拓展。
“羲和号”由中国航天科技集团八院主导研制，用户方为南京大学。“羲和号”卫星实现国际首次太阳Hα波段光谱成像空间探测，填补太阳爆发源区高质量观测数据的空白，首次提出天文光谱测速导航新方法和新技术，标志中国正式步入空间“探日”时代。

## 任务及有效载荷

### 任务
- 观测太阳耀斑和日冕物质抛射的光球及色球表现，揭示太阳爆发的源区动态特性和触发机制；
- 观测太阳暗条形成和演化过程的色球表现，揭示其与太阳爆发的内在联系；
- 获取全日面Hα波段多普勒速度分布，研究太阳低层大气动力学过程，为解决“太阳爆发由里及表能量传输全过程物理模型”等科学问题提供重要支撑[5]。

### 有效载荷
羲和号的主要科学载荷是带有Hα滤光片的太阳Hα成像光谱仪（太阳空间望远镜）。
Hα成像光谱仪的任务是对整个太阳盘进行光谱分析，并以光栅扫描模式构建发光体的二维光谱“肖像”。基于这些数据，太阳的二维图像形成在两条接近的线中656.3nm (Hα)和656.9nm (FeI)，它们对应于太阳大气中不同水平的条件。通过一次扫描（时间小于60秒），可以获得日面上近1600万个点的光谱信息。

### 性能与工作原理
“羲和号”整星重量508公斤，设计寿命3年，运行于517公里高度、倾角98度的太阳同步轨道；该轨道将经过地球的南北极，能够24小时连续对太阳进行观测。通过对Hα谱线的数据分析，可获得太阳爆发时的大气温度、速度等物理量的变化，研究太阳爆发的动力学过程和物理机制。
“羲和号”采用国际首创的超高指向精度、超高稳定度的“双超”卫星平台。卫星平台采用“动静隔离非接触”总体设计新方法，将平台舱与载荷舱物理隔离，阻断平台舱微振动对载荷工作的影响，防止平台舱热变形影响载荷舱。与传统卫星平台相比，“羲和号”卫星平台的指向精度、姿态稳定度均提高了2个数量级。卫星平台在轨试验成功后，是世界上首次将磁悬浮技术在航天器上进行工程应用，将大幅提升空间观测技术水平。
“羲和号”卫星具有在轨验证无线能源传输、舱间无线通信、舱间激光通信、重复连接释放、舱间电缆脱落与收纳、原子鉴频太阳导航仪等多项新技术。

## 发射与相关搭载
2021年10月14日18时51分，中国在太原卫星发射中心用长征二号丁运载火箭，成功将太阳Hα光谱探测与双超平台科学技术试验卫星发射升空，卫星进入预定轨道。这是长征系列运载火箭第391次发射，是太原卫星发射中心承载的第100次航天发射任务。
长征二号丁运载火箭是次以“一箭十一星”同时发射羲和号以及轨道大气密度探测试验卫星、商业气象探测星座试验卫星、低轨导航增强试验卫星、和德二号E/F卫星、交通试验星、田园一号卫星、金紫荆卫星二号、大学生小卫星-1和大学生小卫星-2A等10颗小卫星，发射采用单星+蜂窝圆盘构型。

## 任务进展
在国际上首次在轨获得了太阳H-α谱线，全日面的H-α波段的光谱图像。通过卫星在轨进行探测，对太阳进行高分辨率的观测和成像，可以更加准确地获得太阳暴发时大气温度、速度等物理量的变化，进而建立起太阳暴发从光球到日冕的能量积累、释放、传输的完整物理模型，对研究太阳暴发的动力学过程及物理机理提供关键数据。

## 研发团队
项目发起者是南京大学天文与空间科学学院，承担卫星科学应用系统的设计研发和运行等工作。
- 科学总顾问：方成
- 首席科学家：丁明德
- 科学应用系统总指挥：李向东
- 总设计师：李川
- 副总设计师：李臻